# 시바토 가이
시바토 가이(일본어: 柴戸 海, 1995년 11월 24일 ~ )은 일본의 축구 선수로 포지션은 수비형 미드필더이며 현재 J1리그 우라와 레드 다이아몬즈 소속이다.

## 구단 경력
그는 2018년 J1리그의 우라와 레즈에 입단했다. 천황배과 천황배 2번의 천황배 우승을 차지했다. 2024년 FC 마치다 젤비아로 임대 이적했다. 2025년 우라와 레즈로 복귀했다.